# Đặt món qua mạng

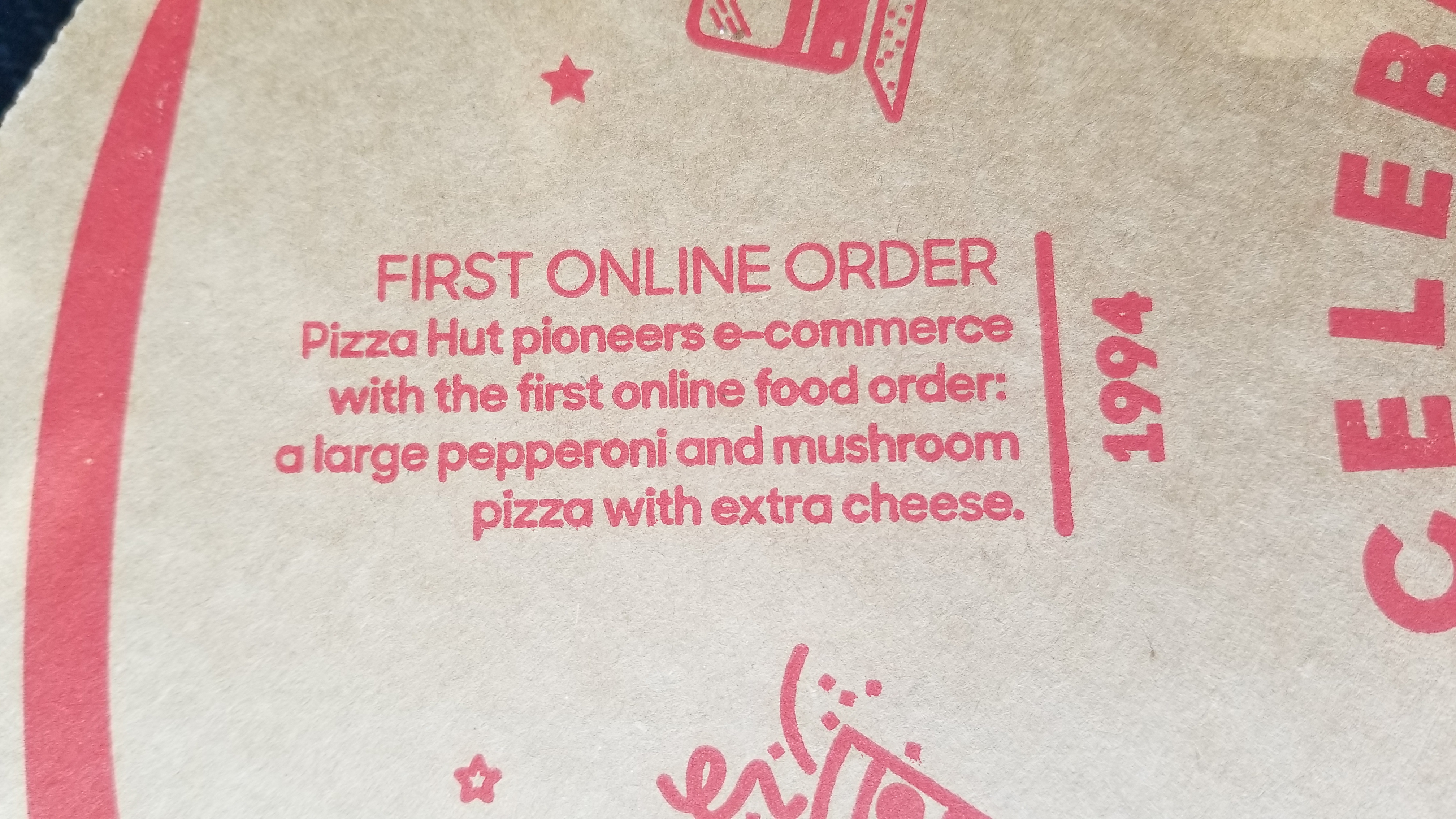
Một sản phẩm giao hàng qua mạng của PizzaHut

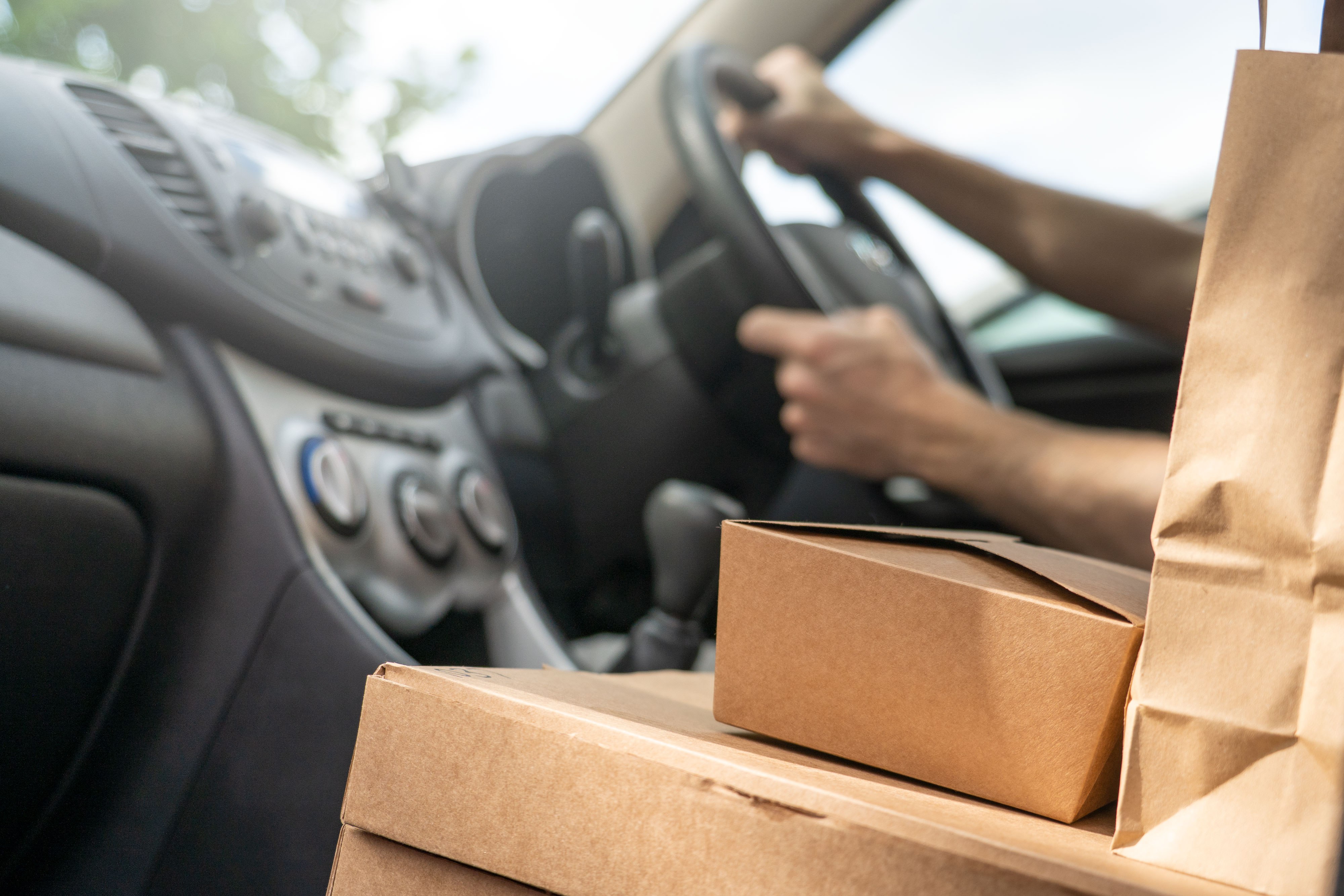
Tài xế giao hàng qua mạng

Đặt món qua mạng (Online food ordering) hay giao đồ ăn trực tuyến là quá trình đặt hàng (Oder) trực tuyến các loại đồ ăn, thức uống, để giao đồ ăn hoặc nhận hàng từ một trang web hoặc ứng dụng giao hàng khác. Sản phẩm được giao có thể là thức ăn chế biến sẵn (chẵng hạn như được nấu nướng trực tiếp từ bếp nấu gia đình, đồ ăn nhà làm, chế biến từ nhà hàng hoặc nhà hàng ảo) hoặc thực phẩm chưa được chế biến đặc biệt để sử dụng trực tiếp (chẵng hạn như giao rau sống trực tiếp từ trang trại/vườn, giao trái cây tươi sống, thịt đông lạnh). Đặt hàng và giao đồ ăn trực tuyến thông qua các công ty bên thứ ba đã nổi lên như một ngành công nghiệp toàn cầu, dẫn đến một "cuộc cách mạng giao hàng". Từ năm 2018 đến năm 2021, doanh thu toàn cầu của ngành giao đồ ăn trực tuyến đã tăng từ 90 tỷ USD lên 294 tỷ USD. Đơn hàng giao đồ ăn trực tuyến đầu tiên là món pizza từ cửa hàng Pizza Hut vào năm 1994. Thị trường đặt đồ ăn trực tuyến đã tăng trưởng ở Hoa Kỳ với 40% người lớn ở Hoa Kỳ đã từng đặt đồ ăn trực tuyến một lần. Thị trường đặt đồ ăn trực tuyến bao gồm các loại đồ ăn, thức uống do nhà hàng chế biến, do người dân tự chế biến và các loại thực phẩm được đặt hàng trực tuyến rồi được nhận hoặc giao đến tận nơi. 

## Đại cương
Dịch vụ đặt đồ ăn trực tuyến đầu tiên gọi là World Wide Waiter (hiện được gọi là Waiter.com), được thành lập vào năm 1995. Trang web ban đầu chỉ phục vụ miền bắc California, sau đó mở rộng sang một số thành phố khác ở Hoa Kỳ. Đến cuối những năm 2000, các chuỗi cửa hàng pizza lớn đã tạo ra các ứng dụng di động của riêng họ và bắt đầu thực hiện 20–30 phần trăm hoạt động kinh doanh của họ trực tuyến. Với sự gia tăng thâm nhập của điện thoại thông minh và sự phát triển của cả Uber và nền kinh tế chia sẻ, các công ty khởi nghiệp giao đồ ăn bắt đầu nhận được nhiều sự chú ý hơn. Năm 2010, Snapfinger, một trang web đặt hàng của nhiều nhà hàng, đã có sự tăng trưởng trong các đơn đặt hàng đồ ăn di động của cơ sở này là 17% trong một năm. 
Đến năm 2015, việc đặt hàng trực tuyến đã bắt đầu vượt qua việc đặt hàng qua điện thoại (gọi trực tiếp). Theo nghiên cứu do NDP Group thực hiện vào năm 2018, lượng đặt hàng trực tuyến tại nhà hàng tăng nhanh hơn 300% so với lượng khách đến ăn tại chỗ vào thời điểm đó. Cùng năm đó, MSN News đưa tin rằng nó đã "bắt đầu trở thành chuẩn mực" do tính tiện lợi và tùy chọn tích hợp thanh toán, hãng tin này cũng dự đoán rằng "việc giao đồ ăn chế biến theo đăng ký có khả năng báo hiệu sự kết thúc của việc nấu ăn tại nhà". Trong một nghiên cứu thị trường năm 2019 về dịch vụ giao đồ ăn tận nhà, thị trường toàn cầu cho dịch vụ giao đồ ăn chế biến sẵn theo đơn đặt hàng trực tuyến ước tính đạt 94 tỷ USD và ước tính sẽ tăng trưởng hơn 9% một năm, đạt 134,5 tỷ USD vào năm 2023. Sau năm 2020, Đại dịch COVID-19 đã thúc đẩy đáng kể việc sử dụng dịch vụ giao đồ ăn trực tuyến trên toàn thế giới. Các dịch vụ giao đồ ăn truyền thống từ lâu đã trở thành một phần của ngành công nghiệp thực phẩm, với các nhà hàng địa phương và chuỗi thức ăn nhanh cung cấp dịch vụ giao hàng tận nhà hoặc mang đi. Các dịch vụ này thường dựa vào tài xế giao hàng nội bộ hoặc bên thứ ba vận chuyển các bữa ăn đã chế biến trực tiếp từ nhà hàng đến khách hàng. Dominos, Pizza Hut và Papa John's là những ví dụ về các thương hiệu toàn cầu đã cung cấp dịch vụ giao hàng trong nhiều thập kỷ.